# Patricia Richardson
Patricia Castle Richardson (Bethesda, 23 febbraio 1951) è un'attrice statunitense, conosciuta per la sua partecipazione alla serie TV Quell'uragano di papà, grazie alla quale ha ottenuto due candidature ai Golden Globe (1994 e 1995) e quattro ai Premi Emmy (1994, 1996, 1997 e 1998).

## Filmografia parziale

### Cinema
- You Better Watch Out, regia di Lewis Jackson (1980)
- C.H.U.D., regia di Douglas Cheek (1984)
- Lost Angels, regia di Hugh Hudson (1989)
- Vietnam - Verità da dimenticare (In Country), regia di Norman Jewison (1989)
- L'oro di Ulisse (Ulee's Gold), regia di Victor Nuñez (1997)
- Viva Las Nowhere, regia di Jason Bloom (2001)
- Out of Omaha, regia di Linda Voorhees (2007)
- Lost Dream, regia di Asif Ahmed (2009)
- Beautiful Wave, regia di David Mueller (2011)
- Avarice, regia di Matthew Schilling (2013)

### Televisione
- Double Trouble (1984)
- Eisenhower & Lutz (1988)
- Una trappola per Jeffrey (The Parent Trap III) (1989)
- FM (1989-1990)
- In viaggio nel tempo (Quantum Leap) - serie TV, episodio 2x06 (1990)
- Quell'uragano di papà (Home Improvement) (1991-1999)
- Law & Order - Unità vittime speciali (Law & Order: Special Victims Unit) - serie TV, episodio 1x05 (1999)
- Blonde (2001)
- Squadra Med - Il coraggio delle donne (Strong Medicine) (2002-2005)
- West Wing - Tutti gli uomini del Presidente (The West Wing) (2005-2006)
- The Jensen Project (2010)
- Bringing Ashley Home (2011)
- Smart Cookies (2012)
- Friend Request (2013)
- La sposa di neve (Snow Bride) – film TV (2013)
- L'uomo di casa (Last Man Standing) - serie TV, 2 episodi (2015-2016)
- NCIS - Unità anticrimine (NCIS: Naval Criminal Investigative Service) – serie TV, episodio 19x07 (2021)